# NGC 2426
NGC 2426 ist eine Elliptische Galaxie vom Hubble-Typ E im Sternbild Luchs am Nordsternhimmel. Sie ist schätzungsweise 256 Millionen Lichtjahre von der Milchstraße entfernt und hat einen Durchmesser von etwa 85.000 Lichtjahren. Vermutlich bildet sie gemeinsam mit NGC 2429 ein gravitativ gebundenes Galaxienpaar.

Im selben Himmelsareal befindet sich u. a. die Galaxie NGC 2431.
Das Objekt wurde am 10. März 1790 von William Herschel entdeckt.